# Mistrovství světa v ledním hokeji 2022 (Divize I)
Mistrovství světa v ledním hokeji 2022 (Divize I) byl mezinárodní hokejový turnaj pořádaný Mezinárodní hokejovou federací.
Turnaj skupiny A se konal ve slovinské Lublani od 3. do 8. května 2022 a turnaj skupiny B v polském Tychy od 26. dubna do 1. května 2022.
Poté, co byl turnaj v předchozích dvou letech kvůli pandemii covidu-19 zrušen, zůstaly všechny týmy ve svých divizích.

## Skupina A

### Účastníci
| Tým         | Kvalifikace                                     |
| ----------- | ----------------------------------------------- |
| Jižní Korea | 3. místo v Divizi I - skupina A 2019            |
| Slovinsko   | Pořadatel, 4. místo v Divizi I - skupina A 2019 |
| Maďarsko    | 5. místo v Divizi I - skupina A 2019            |
| Litva       | 6. místo v Divizi I - skupina A 2019            |
| Rumunsko    | 1. místo v Divizi I - skupina B 2019 a postup   |

### Tabulka
|  | Dva týmy postupující do elitní divize |

| Poř. | Tým         | Z | V | VP | PP | P | GV | GI | +/- | B  |
| ---- | ----------- | - | - | -- | -- | - | -- | -- | --- | -- |
| 1.   | Slovinsko   | 4 | 4 | 0  | 0  | 0 | 22 | 5  | +17 | 12 |
| 2.   | Maďarsko    | 4 | 3 | 0  | 0  | 1 | 12 | 9  | +3  | 9  |
| 3.   | Litva       | 4 | 2 | 0  | 0  | 2 | 13 | 13 | 0   | 6  |
| 4.   | Jižní Korea | 4 | 1 | 0  | 0  | 3 | 9  | 15 | -6  | 3  |
| 5.   | Rumunsko    | 4 | 0 | 0  | 0  | 4 | 8  | 22 | -14 | 0  |

### Zápasy
Všechny časy jsou místní (UTC+2).
| 3. května 2022 15:30 | Maďarsko | 5:1 (2:0, 3:0, 0:1) | Jižní Korea | Tivoli Hall, Lublaň Návštěvnost: 1 500 |  |

| Report | |                         |                                                |                                                                             |
| Miklós Rajna | Miklós Rajna | Brankáři                | Matt Dalton                                    | Rozhodčí: Mikael Holm Liam Sewell Čároví: Joep Leermakers Gasper Jaka Zgonc |
| 06:19' Nandor Fejes (Kristof Papp, Gergo Nagy) 07:42' Istvan Sofron (Zsombor Garát, Csanád Erdély) 23:19' Csanád Erdély (Istvan Sofron) 27:38' Csanád Erdély (István Terbócs, János Hári) 30:27' Csanád Erdély (Bence Szirányi, János Hári) | 06:19' Nandor Fejes (Kristof Papp, Gergo Nagy) 07:42' Istvan Sofron (Zsombor Garát, Csanád Erdély) 23:19' Csanád Erdély (Istvan Sofron) 27:38' Csanád Erdély (István Terbócs, János Hári) 30:27' Csanád Erdély (Bence Szirányi, János Hári) | 1:0 2:0 3:0 4:0 5:0 5:1 | 57:49' Sangwook Kim (Won Jun Kim, Jin Hui Ahn) | Rozhodčí: Mikael Holm Liam Sewell Čároví: Joep Leermakers Gasper Jaka Zgonc |
| 8 min | 8 min | Tresty                  | 4 min                                          | Rozhodčí: Mikael Holm Liam Sewell Čároví: Joep Leermakers Gasper Jaka Zgonc |
| 23 | 23 | Střely                  | 20                                             | Rozhodčí: Mikael Holm Liam Sewell Čároví: Joep Leermakers Gasper Jaka Zgonc |

| 3. května 2022 19:00 | Slovinsko | 4:2 (1:0, 2:0, 1:2) | Litva | Tivoli Hall, Lublaň Návštěvnost: 2 500 |  |

| Report | |                         | |                                                                                   |
| Matija Pintarič | Matija Pintarič | Brankáři                | Mantas Armalis | Rozhodčí: Christoph Sternat Andrew Wilk Čároví: Barna Kis-Kiraly Frederic Monnaie |
| 13:44' Miha Verlič (Žiga Jeglič, Jan Urbas) 21:07' Anže Kuralt (Matic Podlipnik, Robert Sabolič) 29:53' Blaž Tomaževič (Gregor Koblar, Luka Maver) 52:59' Gregor Koblar (Luka Maver, Matic Podlipnik) | 13:44' Miha Verlič (Žiga Jeglič, Jan Urbas) 21:07' Anže Kuralt (Matic Podlipnik, Robert Sabolič) 29:53' Blaž Tomaževič (Gregor Koblar, Luka Maver) 52:59' Gregor Koblar (Luka Maver, Matic Podlipnik) | 1:0 2:0 3:0 4:0 4:1 4:2 | 55:18' Aivaras Bendžius (Arnoldas Bosas, Tadas Kumeliauskas) 59:51' Emilijus Krakauskas (Tadas Kumeliauskas, Paulius Gintautas) | Rozhodčí: Christoph Sternat Andrew Wilk Čároví: Barna Kis-Kiraly Frederic Monnaie |
| 6 min | 6 min | Tresty                  | 6 min | Rozhodčí: Christoph Sternat Andrew Wilk Čároví: Barna Kis-Kiraly Frederic Monnaie |
| 48 | 48 | Střely                  | 20 | Rozhodčí: Christoph Sternat Andrew Wilk Čároví: Barna Kis-Kiraly Frederic Monnaie |

| 4. května 2022 15:30 | Litva | 1:2 (0:1, 1:1, 0:0) | Maďarsko | Tivoli Hall, Lublaň Návštěvnost: 1 500 |  |

| Report         |                |          |              |                                                                             |
| Mantas Armalis | Mantas Armalis | Brankáři | Miklós Rajna | Rozhodčí: Christoph Sternat Milan Zrnic Čároví: David Nothegger Junsoo Park |
| 10 min         | 10 min         | Tresty   | 10 min       | Rozhodčí: Christoph Sternat Milan Zrnic Čároví: David Nothegger Junsoo Park |
| 34             | 34             | Střely   | 45           | Rozhodčí: Christoph Sternat Milan Zrnic Čároví: David Nothegger Junsoo Park |

| 4. května 2022 19:00 | Rumunsko | 1:9 (1:1, 0:6, 0:2) | Slovinsko | Tivoli Hall, Lublaň Návštěvnost: 2 000 |  |

| Report                   |                          |          |                                 |                                                                                |
| Patrik Polc, Zoltán Tőke | Patrik Polc, Zoltán Tőke | Brankáři | Gašper Krošelj, Matija Pintarič | Rozhodčí: Mikael Holm Trpimir Piragic Čároví: Barna Kis-Kiraly Joep Leermakers |
| 4 min                    | 4 min                    | Tresty   | 2 min                           | Rozhodčí: Mikael Holm Trpimir Piragic Čároví: Barna Kis-Kiraly Joep Leermakers |
| 12                       | 12                       | Střely   | 36                              | Rozhodčí: Mikael Holm Trpimir Piragic Čároví: Barna Kis-Kiraly Joep Leermakers |

| 5. května 2022 15:30 | Rumunsko | 1:4 (0:0, 1:2, 0:2) | Jižní Korea | Tivoli Hall, Lublaň Návštěvnost: 1 000 |  |

| Report      |             |          |             |                                                                        |
| Zoltán Tőke | Zoltán Tőke | Brankáři | Matt Dalton | Rozhodčí: Liam Sewell Andrew Wilk Čároví: Frederic Monnaie Junsoo Park |
| 4 min       | 4 min       | Tresty   | 12 min      | Rozhodčí: Liam Sewell Andrew Wilk Čároví: Frederic Monnaie Junsoo Park |
| 29          | 29          | Střely   | 30          | Rozhodčí: Liam Sewell Andrew Wilk Čároví: Frederic Monnaie Junsoo Park |

| 6. května 2022 15:30 | Jižní Korea | 3:5 (1:2, 1:1, 1:2) | Litva | Tivoli Hall, Lublaň Návštěvnost: 500 |  |

| Report      |             |          |                |                                                                               |
| Matt Dalton | Matt Dalton | Brankáři | Mantas Armalis | Rozhodčí: Andrew Wilk Milan Zrnic Čároví: Frederic Monnaie Gasper Jaka Zgonic |
| 14 min      | 14 min      | Tresty   | 8 min          | Rozhodčí: Andrew Wilk Milan Zrnic Čároví: Frederic Monnaie Gasper Jaka Zgonic |
| 26          | 26          | Střely   | 40             | Rozhodčí: Andrew Wilk Milan Zrnic Čároví: Frederic Monnaie Gasper Jaka Zgonic |

| 6. května 2022 19:00 | Slovinsko | 5:1 (1:1, 2:0, 2:0) | Maďarsko | Tivoli Hall, Lublaň Návštěvnost: 4 200 |  |

| Report         |                |          |              |                                                                               |
| Gašper Krošelj | Gašper Krošelj | Brankáři | Miklós Rajna | Rozhodčí: Mikael Holm Trpimir Piragic Čároví: Joep Leermakers David Nothegger |
| 4 min          | 4 min          | Tresty   | 14 min       | Rozhodčí: Mikael Holm Trpimir Piragic Čároví: Joep Leermakers David Nothegger |
| 40             | 40             | Střely   | 18           | Rozhodčí: Mikael Holm Trpimir Piragic Čároví: Joep Leermakers David Nothegger |

| 7. května 2022 15:30 | Litva | 5:4 (0:2, 3:1, 2:1) | Rumunsko | Tivoli Hall, Lublaň Návštěvnost: 1 000 |  |

| Report         |                |          |             |                                                                                    |
| Mantas Armalis | Mantas Armalis | Brankáři | Patrik Polc | Rozhodčí: Christoph Sternat Milan Zrnic Čároví: Barna Kis-Kiraly Gasper Jaka Zgonc |
| 8 min          | 8 min          | Tresty   | 12 min      | Rozhodčí: Christoph Sternat Milan Zrnic Čároví: Barna Kis-Kiraly Gasper Jaka Zgonc |
| 34             | 34             | Střely   | 21          | Rozhodčí: Christoph Sternat Milan Zrnic Čároví: Barna Kis-Kiraly Gasper Jaka Zgonc |

| 8. května 2022 15:30 | Maďarsko | 4:2 (2:0, 1:2, 1:0) | Rumunsko | Tivoli Hall, Lublaň Návštěvnost: 2 500 |  |

| Report       |              |          |             |                                                                             |
| Miklos Rajna | Miklos Rajna | Brankáři | Zoltan Toke | Rozhodčí: Trpimir Piragic Liam Sewell Čároví: Junsoo Park Gasper Jaka Zgonc |
| 4 min        | 4 min        | Tresty   | 10 min      | Rozhodčí: Trpimir Piragic Liam Sewell Čároví: Junsoo Park Gasper Jaka Zgonc |
| 32           | 32           | Střely   | 19          | Rozhodčí: Trpimir Piragic Liam Sewell Čároví: Junsoo Park Gasper Jaka Zgonc |

| 8. května 2022 19:00 | Jižní Korea | 1:4 (0:2, 0:1, 1:1) | Slovinsko | Tivoli Hall, Lublaň Návštěvnost: 4 000 |  |

| Report      |             |          |                |                                                                                  |
| Matt Dalton | Matt Dalton | Brankáři | Gašper Krošelj | Rozhodčí: Christoph Sternat Andrew Wilk Čároví: Frederic Monnaie David Nothegger |
| 12 min      | 12 min      | Tresty   | 6 min          | Rozhodčí: Christoph Sternat Andrew Wilk Čároví: Frederic Monnaie David Nothegger |
| 13          | 13          | Střely   | 29             | Rozhodčí: Christoph Sternat Andrew Wilk Čároví: Frederic Monnaie David Nothegger |

## Skupina B

### Účastníci
| Tým      | Kvalifikace                                     |
| -------- | ----------------------------------------------- |
| Polsko   | Pořadatel, 2. místo v Divizi I - skupina B 2019 |
| Japonsko | 3. místo v Divizi I - skupina B 2019            |
| Estonsko | 4. místo v Divizi I - skupina B 2019            |
| Ukrajina | 5. místo v Divizi I - skupina B 2019            |
| Srbsko   | 1. místo v Divizi II - skupina A 2019 a postup  |

### Rozhodčí
| Hlavní                                                                             | Čároví                                                                                   |
| ---------------------------------------------------------------------------------- | ---------------------------------------------------------------------------------------- |
| Geoffrey Barcelo Daniel Rencz Turo Virta Michał Baca Stefan Hurlimann Andrii Kicha | Agris Ozoliņš Mateusz Bucki Rafał Noworyta Daniel Konc Gregor Miklič Sergii Kharaberyush |

### Tabulka
|  | Jeden tým postupující do skupiny I A |

| Poř. | Tým      | Z | V | VP | PP | P | GV | GI | +/- | B  |
| ---- | -------- | - | - | -- | -- | - | -- | -- | --- | -- |
| 1.   | Polsko   | 4 | 3 | 1  | 0  | 0 | 18 | 4  | +14 | 11 |
| 2.   | Japonsko | 4 | 3 | 0  | 0  | 1 | 23 | 9  | +14 | 9  |
| 3.   | Ukrajina | 4 | 2 | 0  | 1  | 1 | 19 | 11 | +8  | 7  |
| 4.   | Estonsko | 4 | 1 | 0  | 0  | 3 | 9  | 20 | -11 | 3  |
| 5.   | Srbsko   | 4 | 0 | 0  | 0  | 4 | 4  | 29 | -25 | 0  |

### Zápasy
Všechny časy jsou místní (UTC+2).
| 26. dubna 2022 16:30 | Srbsko | 0:8 (0:2, 0:5, 0:1) | Japonsko | Winter Stadium, Tychy Návštěvnost: 158 |  |

| Report |

| 26. dubna 2022 20:00 | Polsko | 3:0 (1:0, 1:0, 1:0) | Estonsko | Winter Stadium, Tychy Návštěvnost: 808 |  |

| Report |

| 27. dubna 2022 16:30 | Ukrajina | 7:0 (2:0, 3:0, 2:0) | Srbsko | Winter Stadium, Tychy Návštěvnost: 328 |  |

| Report |

| 28. dubna 2022 16:30 | Japonsko | 7:5 (4:2, 1:3, 2:0) | Estonsko | Winter Stadium, Tychy Návštěvnost: 264 |  |

| Report |

| 28. dubna 2022 20:00 | Ukrajina | 2:3 po s.n. (1:2) (1:2, 0:0, 1:0 - 0:0) | Polsko | Winter Stadium, Tychy Návštěvnost: 1 930 |  |

| Report |

| 29. dubna 2022 20:00 | Srbsko | 2:10 (1:3, 0:3, 1:4) | Polsko | Winter Stadium, Tychy Návštěvnost: 1 420 |  |

| Report |

| 30. dubna 2022 16:30 | Japonsko | 8:2 (3:0, 3:2, 2:0) | Ukrajina | Winter Stadium, Tychy Návštěvnost: 350 |  |

| Report |

| 30. dubna 2022 20:00 | Estonsko | 4:2 (2:1, 1:0, 1:1) | Srbsko | Winter Stadium, Tychy Návštěvnost: 110 |  |

| Report |

| 1. května 2022 16:30 | Polsko | 2:0 (0:0, 1:0, 1:0) | Japonsko | Winter Stadium, Tychy Návštěvnost: 2 422 |  |

| Report |

| 1. května 2022 20:00 | Estonsko | 0:8 (0:1, 0:4, 0:3) | Ukrajina | Winter Stadium, Tychy Návštěvnost: 185 |  |

| Report |